# Margrith Bigler-Eggenberger

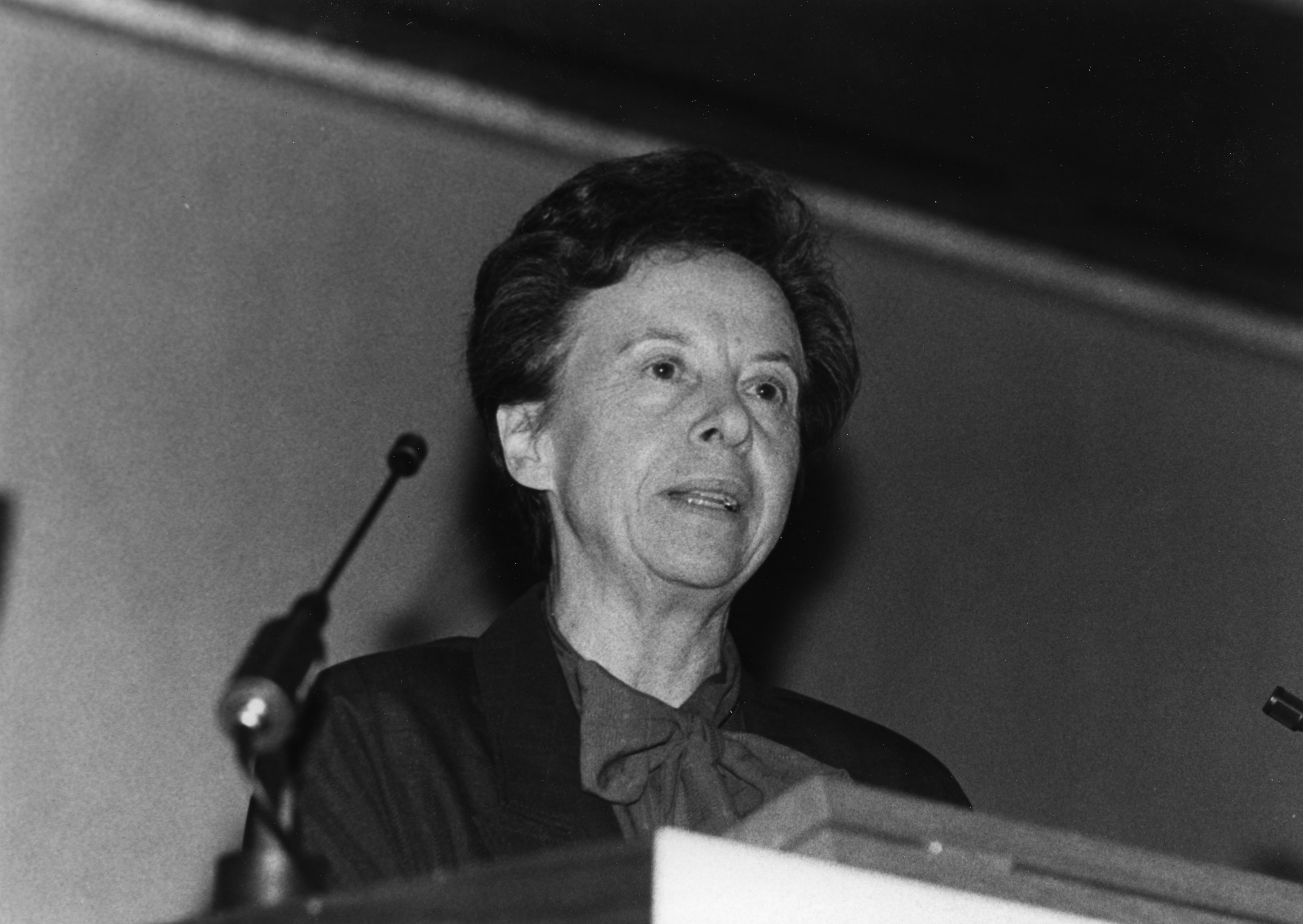
Margrith Bigler-Eggenberger 1994 an der Universität St. Gallen

Margrith Bigler-Eggenberger (* 14. März 1933 in Niederuzwil; † 5. September 2022 in St. Gallen) war eine Schweizer Juristin. Sie wurde 1972 als erste Frau in der Schweiz zur Ersatzrichterin und als erste Frau 1974 zur ordentlichen Bundesrichterin gewählt. Sie war auch eine der ersten Dozentinnen der Universität St. Gallen.

## Leben und Wirken
Bigler-Eggenberger war Bürgerin von Grabs, nach der Heirat von Köniz. Sie war die Tochter des St. Galler Regierungs-, National- und Ständerats Mathias Eggenberger und der Wilhelmina geborene Naef, Mitbegründerin der sozialdemokratischen Frauengruppe in Uzwil. Sie wuchs in Niederuzwil auf. Ab 1959 war sie verheiratet mit Kurt Bigler (1925–2007), Überlebender des Holocaust und Pädagoge am Lehrerseminar Rorschach. Sie studierte Rechtswissenschaften an den Universitäten Genf und Zürich. 1959 beendete sie ihr Studium mit einer kriminologischen Dissertation. 1961 erhielt sie das Anwaltspatent in St. Gallen. 1966 wurde sie zur Richterin an das Sozialversicherungsgericht des Kantons St. Gallen gewählt. Ebenfalls 1966 übernahm sie eine Dozentur an der Universität St. Gallen als eine der damals zwei einzigen Dozentinnen. Nach ihrer Wahl zur Bundesrichterin 1974 als Mitglied der Sozialdemokratischen Partei, drei Jahre nach Einführung des Frauenstimmrechts, blieb sie 17 Jahre lang die einzige Richterin am Bundesgericht.
Margrith Bigler-Eggenberger engagierte sich für soziale Themen und setzt sich für Chancengleichheit und Gleichberechtigung ein. In ihrer Tätigkeit orientiert sie sich in erster Linie an der Einzelfallgerechtigkeit und kämpft dafür, die Erkenntnisse anderer Wissenschaften in die Rechtsprechung einfliessen zu lassen. Für ihre wissenschaftlichen Dienste erhielt Bigler-Eggenberger zwei Ehrendoktortitel (1994 von der Universität St. Gallen (HSG) und 2003 von der Universität Fribourg).
Sie veröffentlichte zu Themen der Gleichstellung von Frau und Mann, zu Eherecht und Lohngleichheit, des Weiteren zu Themen der sozialen Sicherung, zur Diskriminierung und zur Situation von Behinderten. Unter anderem verfasste sie ein Grundlagenwerk zur Situation der Frauen in der Sozialversicherung und zur Diskriminierung der Frauen.
Margrith Bigler-Eggenberger war Ehrenpräsidentin des Schweizerischen Instituts für feministische Rechtswissenschaft und Gender Law, FRI. Neben ihrer wissenschaftlichen und publizistischen Tätigkeit arbeitete sie auch nach der Pensionierung weiterhin als Dozentin an der Hochschule St. Gallen und richtete einen Fonds ein, mit dem sie einerseits rechtspsychologische Projekte und Weiterbildungen unterstützt und anderseits die Sensibilisierung für Holocaust-Education verstärken möchte.
Sie starb im September 2022 im Alter von 89 Jahren im Kantonsspital St. Gallen. Ihr Nachlass befindet sich im Archiv für Frauen- und Sozialgeschichte Ostschweiz.

## Publikationen (Auswahl)

### Dissertation
- Bigler-Eggenberger, Margrith: Zum Problem der Spätresozialisierung von frühkriminellen Rückfallsverbrechern, Zürich, Thesis. Zürich: Universitätsverlag, 1959.

### Bücher
- Bigler-Eggenberger, Margrith: Der Kampf um gleiche Rechte: Stimmrecht – ein Menschenrecht: Zur Diskussion um das Frauenstimm- und Wahlrecht in den 1960er Jahren. In: Schweizerischer Verband für Frauenrechte (Hrsg.) (2009), Basel: Schwabe-Verlag.
- Bigler-Eggenberger, Margrith: Et si la justice ôtait son bandeau? La jurisprudence du Tribunal fédéral sur l’égalité entre femmes et hommes. Genf/Basel/München: Helbing & Lichtenhahn Verlag, 2003.
- Bigler-Eggenberger, Margrith: Justitias Waage – wagemutige Justitia? Die Rechtsprechung des Bundesgerichts zur Gleichstellung von Frau und Mann. Genf/Basel/München: Helbing & Lichtenhahn Verlag, 2003.
- Bigler-Eggenberger, Margrith, Boehlen, Marie & Jost, Verena (Hrsg.): „In einträchtigem Zusammenwirken...“. Vorschläge und Erläuterungen zur Revision des Familienrechts im ZGB. Zürich: Stiftung für Staatsbürgerliche Erziehung und Schulung Verlag, 1968.

### Kommentierungen
- Bigler-Eggenberger, Margrith (2003): Basler Kommentar zu Art. 11-21 ZGB. In: Heinrich Honsell, Nedim Peter Vogt, Thomas Geiser (Hrsg.), Das schweizerische Zivilgesetzbuch. Basel: Helbing & Lichtenhahn Verlag.
- Bigler-Eggenberger, Margrith (2001): St. Galler Kommentar zu Art. 8 Abs. 3 und 4, Art. 12 und 41 BV. In: Heinrich Honsell, Nedim Peter Vogt, Thomas Geiser (Hrsg.), Die schweizerische Bundesverfassung. Basel: Helbing & Lichtenhahn Verlag.
- Bigler-Eggenberger, Margrith & Kaufmann, Claudia (Hrsg.) (1997): Kommentar zum Gleichstellungsgesetz. Basel: Helbing Lichtenhahn Verlag.